# Configuración (informática)

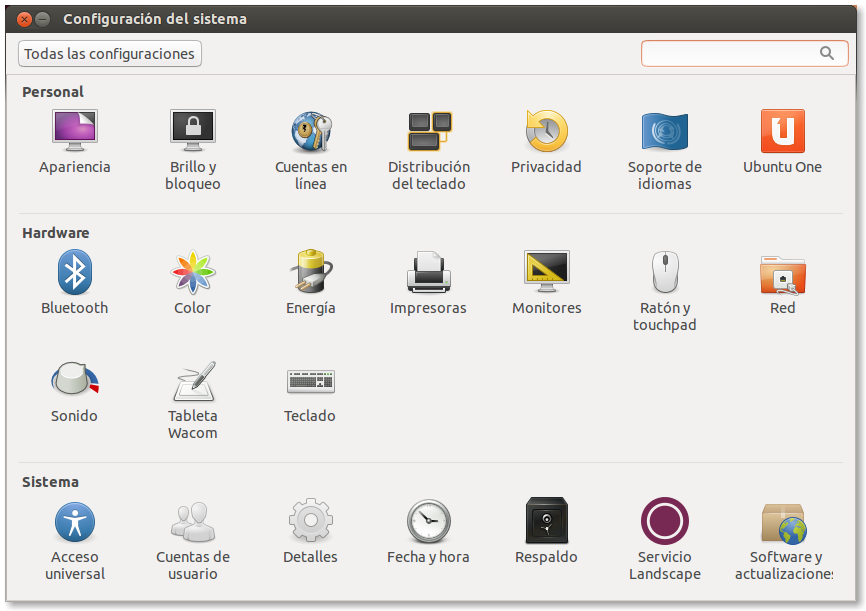
Interfaz del programa de configuración de Ubuntu

En informática, la configuración es un conjunto de datos que determina el valor de algunas variables de un programa informático o de un sistema operativo. Estas opciones generalmente se cargan durante el inicio del programa y en algunos casos es necesario reiniciarlo para poder ver los cambios. Es habitual que los programas utilicen ficheros para guardar su configuración, pero también puede almacenarse en una base de datos. También se pueden encontrar programas que cifran su configuración para evitar que los usuarios la modifiquen.

## Tipos de configuración

### Configuración predeterminada o por defecto
Se llama configuración predeterminada o por defecto a aquella escogida por el equipo de desarrollo del programa y que está vigente cuando este se publica. Suele buscar adaptarse al mayor número de usuarios posible.

### Configuración personalizada
Una configuración personalizada es la definida por el usuario.

## Ejemplo de un archivo de configuración
```
botón.color = rojo
```

El programa cargará en su inicio el color del fondo «azul» y el color del botón «rojo». De la siguiente manera, un posible programa en pseudocódigo que cargará el color de fondo y de botón indicados en el archivo de configuración:
```
botón.color = ArchivoConfig.botón.color
Terminar
```

## Errores de configuración
Un error de configuración es generado por una escritura incorrecta de las líneas del archivo de configuración o que el hardware este limitado a una configuración que no requiera de tantos recursos como esta. Esto conlleva a una ejecución defectuosa del programa informático o sistema operativo o a la imposibilidad de ejecutarse.

### Precauciones
Para evitar errores de configuración, es importante leer los requerimientos mínimos de una configuración y que estos iguales o estén por debajo de los del hardware. De todas formas, un sistema operativo puede restaurarse a una configuración anterior o iniciarse en modo a prueba de fallos para modificar su configuración, cualquiera de estos dos métodos son válidos a la hora de enfrentarse a un problema de configuración. Si ninguno de estos métodos funciona, deberemos reinstalar el sistema operativo o el programa.